# بنة الأولى (سلطان أباد)
بنة الأولى (بالفارسية: بقعه یک) هي منطقة سكنية تقع في إيران في قسم سلطان أباد الريفي. يقدر عدد سكانها بـ 187 نسمة بحسب إحصاء 2016.